# Fiódor Luzhin
Fiódor Fiódorovich Luzhin (del ruso: Фёдор Фёдорович Лужин) (1695-1727) fue un geodesta y cartógrafo de Rusia.
Fiódor Luzhin fue primero estudiante de la Escuela de Ciencias Matemáticas y de Navegación, en Moscú, y luego en una clase de Geodesia de la Academia Naval de San Petersburgo (hasta 1718). En 1719-1721, Luzhin participó en la elaboración de la primera cartografía instrumental de las islas Kuriles y de la península de Kamchatka, junto con Iván Yevréinov, en una "expedición secreta" ordenada por Pedro el Grande. En 1723-1724, realizó estudios topográficos de diferentes partes de Siberia oriental próximas a Irkutsk. En 1725-1727, Luzhin participó en la primera expedición a Kamchatka dirigida por Vitus Bering.
Un estrecho en las Kuriles septentrionales le honra con su nombre, el estrecho Luzhin, que separa la pequeña isla de Antsíferov de la isla de Paramushir.